# Collegio elettorale di Gallarate (Senato della Repubblica)
Il collegio di Gallarate fu un collegio elettorale uninominale della Repubblica Italiana per l'elezione del Senato della Repubblica. Apparteneva alla Circoscrizione Lombardia e fu utilizzato per eleggere un senatore nella XII, XIII e XIV legislatura.
Venne istituito nel 1993 con la cosiddetta Legge Mattarella (Legge n. 276, Norme per l'elezione del Senato della Repubblica), attuata in seguito al referendum abrogativo del 1993. La legge istituì per la Camera dei deputati e per il Senato della Repubblica un sistema di elezione misto, in parte maggioritario e in parte proporzionale. Il 75% dei parlamentari dell'assemblea veniva eletto in collegi uninominali tramite sistema maggioritario a turno unico; il restante 25% al Senato veniva eletto tramite recupero proporzionale dei più votati non eletti attraverso un meccanismo di calcolo denominato "scorporo", cioè sottraendo dal conteggio dei voti totali di una lista nella parte proporzionale i voti ottenuti dai candidati collegati alla medesima lista che erano eletti nei collegi uninominali con il sistema maggioritario.
Il collegio venne abolito insieme a tutti gli altri che costituivano il Senato con la promulgazione della legge elettorale successiva, la cosiddetta Legge Calderoli. Questa prevedeva un sistema proporzionale con premio di maggioranza, che al Senato veniva attribuito a livello regionale.

## Territorio
Il collegio di Gallarate era uno dei 35 collegi uninominali in cui era suddivisa la Lombardia e, come previsto dal D.Lgs. del 20 dicembre 1993 n. 535, era compreso nella provincia di Varese e comprendeva i seguenti comuni: Albizzate, Angera, Arsago Seprio, Azzate, Bardello, Besnate, Besozzo, Biandronno, Bodio Lomnago, Brebbia, Bregano, Brunello, Buguggiate, Cadrezzate, Cairate, Carnate, Caronno Varesino, Casale Litta, Casorate Sempione, Cassano Magnago, Castelseprio, Castiglione Olona, Castronno, Cavaria con Premezzo, Cazzago Brabbia, Comabbio, Crosio della Valle, Daverio, Gallarate, Galliate Lombardo, Gazzada Schianno, Golasecca, Gornate Olona, Inarzo, Ispra, Jerago con Orago, Leggiuno, Lonate Ceppino, Lozza, Malgesso, Mercallo, Monvalle, Morazzone, Mornago, Oggiona con Santo Stefano, Osmate, Ranco, Sesto Calende, Solbiate Arno, Sumirago, Taino, Ternate, Tradate, Travedona Monate, Varano Borghi, Vedano Olona, Venegono Inferiore, Venegono Superiore e Vergiate.

## Eletti
| Elezione | Elezione | Senatore         | Partito                 |
| -------- | -------- | ---------------- | ----------------------- |
|          | 1994     | Luigi Peruzzotti | Polo delle Libertà (LN) |
|          | 1996     | Luigi Peruzzotti | Lega Nord               |
|          | 2001     | Luigi Peruzzotti | Casa delle Libertà (LN) |

## Dati elettorali

### XII legislatura
|                               | Luigi Carlo Maria Peruzzotti ✔️ Eletto | Polo delle Libertà           | 89 409  | 51,64 |  |  |  |  |  |
|                               | Ennio Melandri                         | Progressisti                 | 30 520  | 17,63 |  |  |  |  |  |
|                               | Pietro Pasquale Ferrazzi               | Patto per l'Italia           | 22 194  | 12,82 |  |  |  |  |  |
|                               | Giorgetta Salerno                      | Alleanza Nazionale           | 9 838   | 5,68  |  |  |  |  |  |
|                               | Santina Soma                           | Lega Alpina Lumbarda         | 9 451   | 5,46  |  |  |  |  |  |
|                               | Laura Gianneo                          | Lista Pannella-Riformatori   | 5 560   | 3,21  |  |  |  |  |  |
|                               | Ausilia Facheris                       | Partito Pensionati           | 2 958   | 1,71  |  |  |  |  |  |
|                               | Gian Luigi Miglierina                  | Lega di Angela Bossi         | 2 157   | 1,25  |  |  |  |  |  |
|                               | Fabrizio Brogni                        | Partito della Legge Naturale | 1 037   | 0,60  |  |  |  |  |  |
| Totale                        | Totale                                 | Totale                       | 173 124 | 100   |  |  |  |  |  |
|                               |                                        |                              |         |       |  |  |  |  |  |
| Voti non validi               | Voti non validi                        | Voti non validi              | 9 337   | 5,12  |  |  |  |  |  |
| Votanti                       | Votanti                                | Votanti                      | 182 461 | 99,71 |  |  |  |  |  |
| Elettori                      | Elettori                               | Elettori                     | 183 000 |       |  |  |  |  |  |
|                               |                                        |                              |         |       |  |  |  |  |  |
| Data: 27-28 marzo 1994        |                                        |                              |         |       |  |  |  |  |  |
| Fonte: Ministero dell'interno |                                        |                              |         |       |  |  |  |  |  |

### XIII legislatura
|                               | Luigi Carlo Maria Peruzzotti ✔️ Eletto | Lega Nord                                | 60 017  | 34,64 |  |  |  |  |  |
|                               | Giovanni Martinoli                     | L'Ulivo                                  | 51 730  | 29,86 |  |  |  |  |  |
|                               | Gianluigi Margutti                     | Polo per le Libertà                      | 50 528  | 29,16 |  |  |  |  |  |
|                               | Pierangelo Brivio                      | Lega per l'Autonomia - Alleanza Lombarda | 3 256   | 1,88  |  |  |  |  |  |
|                               | Aldo Aiello                            | Lista Pannella-Sgarbi                    | 2 484   | 1,43  |  |  |  |  |  |
|                               | Vincenzo Biotti                        | Movimento Sociale Fiamma Tricolore       | 2 450   | 1,41  |  |  |  |  |  |
|                               | Antonio Giacomin                       | Federazione Liste Civiche                | 1 431   | 0,83  |  |  |  |  |  |
|                               | Franco Casella                         | Socialista                               | 1 360   | 0,78  |  |  |  |  |  |
| Totale                        | Totale                                 | Totale                                   | 173 256 | 100   |  |  |  |  |  |
|                               |                                        |                                          |         |       |  |  |  |  |  |
| Voti non validi               | Voti non validi                        | Voti non validi                          | 8 973   | 4,92  |  |  |  |  |  |
| Votanti                       | Votanti                                | Votanti                                  | 182 229 | 88,86 |  |  |  |  |  |
| Elettori                      | Elettori                               | Elettori                                 | 205 066 |       |  |  |  |  |  |
|                               |                                        |                                          |         |       |  |  |  |  |  |
| Data: 21 aprile 1996          |                                        |                                          |         |       |  |  |  |  |  |
| Fonte: Ministero dell'interno |                                        |                                          |         |       |  |  |  |  |  |

### XIV legislatura
|                               | Luigi Carlo Maria Peruzzotti ✔️ Eletto | Casa delle Libertà                       | 82 959  | 46,86 |  |  |  |  |  |
|                               | Maurizio Ampollini                     | L'Ulivo                                  | 53 882  | 30,44 |  |  |  |  |  |
|                               | Mariarosa Macchi                       | Lega per l'Autonomia - Alleanza Lombarda | 13 862  | 7,83  |  |  |  |  |  |
|                               | Claudio Fumagalli                      | Partito della Rifondazione Comunista     | 8 172   | 4,62  |  |  |  |  |  |
|                               | Franco Lualdi                          | Lista Di Pietro                          | 5 550   | 3,14  |  |  |  |  |  |
|                               | Franca Letizia Angiolillo              | Lista Pannella-Bonino                    | 4 110   | 2,32  |  |  |  |  |  |
|                               | Rinaldo Bianchi                        | Democrazia Europea                       | 2 963   | 1,67  |  |  |  |  |  |
|                               | Piergiorgio Vitali                     | Fiamma Tricolore                         | 2 210   | 1,25  |  |  |  |  |  |
|                               | Gianfranco Gotti                       | Partito Pensionati                       | 2 039   | 1,15  |  |  |  |  |  |
|                               | Fabio Del Bergiolo                     | Forza Nuova                              | 611     | 0,35  |  |  |  |  |  |
|                               | Franco Biscotto                        | Partito Liberal-Popolare                 | 350     | 0,20  |  |  |  |  |  |
|                               | Marcello Guidotti                      | I Liberaldemocratici - Basta!            | 316     | 0,18  |  |  |  |  |  |
| Totale                        | Totale                                 | Totale                                   | 177 024 | 100   |  |  |  |  |  |
|                               |                                        |                                          |         |       |  |  |  |  |  |
| Voti non validi               | Voti non validi                        | Voti non validi                          | 10 242  | 5,47  |  |  |  |  |  |
| Votanti                       | Votanti                                | Votanti                                  | 187 266 | 86,34 |  |  |  |  |  |
| Elettori                      | Elettori                               | Elettori                                 | 216 900 |       |  |  |  |  |  |
|                               |                                        |                                          |         |       |  |  |  |  |  |
| Data: 13 maggio 2001          |                                        |                                          |         |       |  |  |  |  |  |
| Fonte: Ministero dell'interno |                                        |                                          |         |       |  |  |  |  |  |